# غباغبو جونيور ماغبي
غباغبو لاورنت جونيور ماغبي ، هو لاعب كرة قدم إفواري.

## روابط خارجية
- غباغبو جونيور ماجبي على موقع قاعدة بيانات كرة القدم.إي يو (الإنجليزية)